# جامعة الوفاق الدولية
جامعة الوفاق الدولية (Université Entente International) هي جامعة خاصة تقع في العاصمة النيجرية نيامي تمَّ تأسيسها بتاريخ 28/ 08 /2017م في القرار الصادر من (وزارة التعليم العالي والبحث العلمي والإبداع)  في جمهورية النيجر الإسلامية حاملًا الرقم 962 من العامِ المذكور، وتتضمنُ الدراسةُ فيها مراحلَ الليسانس والدراساتِ العليا لتخصصاتٍ مختلفة كالشريعة والآداب والتربية.

ترخيص الجامعة - صادر من وزارة التعليم والبحث العلمي والإبداع النيجرية

## مقرها الرئيس وفروعها
تتخذ الجامعة مدينة نيامي مقرًا رئيسيًا لها، بالإضافة إلى مكاتب وفروع ووكالات فرعية داخل جمهورية النيجر وخارجها.
في كلٍ من دول غانا ومدغشقر ومالي والولايات المتحدة الأمريكية وماليزيا، ومؤخرًا في تركيا عبرَ بروتوكول التعاون بينَ الجامعة ومعاهد ومراكز العلمِ والعرفان الخزنوي لتعليمِ القرآن الكريم وعلومهِ.

## لغة الدراسة
اللغات المعتمدة للدراسة هيَ العربيةُ والفرنسيةُ والإنجليزية، بحسبِ رغبةٍ وقدرةٍ الطالبِ الدَّارس.